# 피친차주

피친차 주의 위치

피친차주(스페인어: Provincia de Pichincha)는 에콰도르 북부 산악 지대에 위치한 주로 주도는 키토(에콰도르의 수도이기도 함)이며 면적은 9,535.91km2, 인구는 2,576,287명(2010년 기준), 인구 밀도는 270명/km2이다. 1824년에 신설되었으며 8개 지방 자치체를 관할한다. 2008년 이전까지 산토도밍고데로스차칠라스 주는 피친차 주에 속해 있었다.
북쪽으로는 임바부라 주, 에스메랄다스 주, 동쪽으로는 나포 주, 수쿰비오스 주, 남쪽으로는 코토팍시 주, 산토도밍고데로스차칠라스 주, 서쪽으로는 에스메랄다스 주, 산토도밍고데로스차칠라스 주와 접한다.

주기

## 같이 보기
- 에콰도르의 주